# Pulchérie Nomo Zibi-Moulango
Pulchérie Nomo Zibi-Moulango, née le 13 juillet 1987 à Ovo-Abang dans la Lékié au Cameroun, est juriste spécialisée en communication et titulaire d'un doctorat en droit de la communication audiovisuelle obtenu à l'Université d'Aix-Marseille III en France,.

## Biographie
Pulchérie Nomo Zibi-Moulango est chargée de de cours à la faculté des sciences juridiques et politiques de l’Université de Yaoundé II au Cameroun entre 1997 et 2005. Elle est occupe également pendant cette même période, le poste d'enseignante associée à l’Institut des relations internationales du Cameroun-IRIC, ainsi qu’à l’École supérieure des sciences et techniques de l’information et de la communication-ESSTIC.
Entre 2002 et 2005, elle occupe le poste de chef de la cellule de coopération internationale au ministère de la culture du Cameroun.
De 2007 à 2011, elle est directrice du cours sur les compétences fondamentales dans les opérations de maintien de la paix, et experte en genre et consolidation de la paix au Centre pearson pour le maintien de la paix à Ottawa. Dans ce cadre cette fonction, elle aurait formé plus de 150 officiers et officières des forces armées, et aussi des membres de la société civile de plus de 15 pays d'Afrique subsaharienne,.
Pulchérie Nomo Zibi-Moulango a également travaillé comme assistante de circonscription au département de la Chambre des communes du Gouvernement du Canada en 2016.
Membre du Réseau de recherche sur les opérations de paix (ROP), Pulchérie Nomo Zibi-Moulango est également une conférencière internationale sur les questions liées à la paix. Elle a ainsi pris part à des conférences à Montréal, à New-York, au Bénin. Ces conférences visant la société civile, des diplomates, des officières et officiers, des corps d'armées d'Afrique.
En 2019, Pulchérie Nomo Zibi-Moulango rejoint  SOCODEVI, où elle est conseillère en égalité des genres et coordonne le projet Les apprenties conseillères pour l’implication des femmes en politique et dans les sphères de pouvoir et de décision.

## Œuvres et publications
- Les femmes victimes de conflits armés en Afrique et la réforme du secteur de la sécurité, Analyse Stratégique, 2009[3].
- « Les œuvres d'Art entre commerce illicite et protection légale: Le cadre international », Revue scientifique, Enjeux : Bulletin D’analyses Géopolitiques Pour L’afrique Centrale,‎ 2003, p. 26 (OCLC 717435356, lire en ligne [PDF]).
- L'accès et la gestion de l'information juridique dans l'entreprise: cas de la SOPECAM, des Brasseries du Cameroun, de la SODECAO, Bruxelle, AUF, 1999.
- Le statut de l'audiovisuel en Afrique, Paris, L'harmattan, 1996, 379 p. (ISBN 9782738447654, OCLC 37095510)[5],[6].
- La contrefaçon des productions audiovisuelles, Aix-Marseille 3, 1992 (OCLC 489841253).